# Jill Böttcher
Jill Tinka Böttcher, verheiratete Jill Tinka Schulz (* 7. November 1986 in Berlin) ist eine deutsche Schauspielerin und Synchronsprecherin.

## Leben
Erste Berührung mit Film und Fernsehen hatte Jill Böttcher als Schauspielerin im Alter von acht Jahren in den Fernsehserien Hallo, Onkel Doc! und Wolffs Revier mit Jürgen Heinrich. 2000 wurde sie Synchronsprecherin von Landry Allbright in der Sitcom Malcolm mittendrin. Danach wurde Böttcher die deutsche Stimme von Keiko Agena (Gilmore Girls), Andrea Bowen (Desperate Housewives), Evan Rachel Wood (Noch mal mit Gefühl), Ariana Grande (Victorious, Sam & Cat), Amber Marshall in Heartland – Paradies für Pferde, Lindsey Shaw, (Neds ultimativer Schulwahnsinn, Aliens in America) und Ashley Benson (Pretty Little Liars). Weiterhin verkörpert sie die deutsche Stimme von Naomi Wildman aus Star Trek: Raumschiff Voyager, zudem spricht sie seit dem dritten Kinofilm von Detektiv Conan die Rolle der Sonoko Suzuki sowie die Rolle der Rebecca Hawkins in Yu-Gi-Oh!. 2003 sprach sie Hilary Duff im Film Agent Cody Banks mit Frankie Muniz und Ai Tanabe im Anime Planetes. Später folgten Rollen wie die der Konoka Konoe in Magister Negi Magi und Haruka Suzumiya in Die Ewigkeit, die du dir wünschst. Außerdem ist sie die Synchronsprecherin der Fee Bloom in der Kinder-Zeichentrickserie Winx Club. Des Weiteren spricht sie die Rolle der Alexis Castle in der amerikanischen Krimi-Serie Castle.
Sie ist mit Sebastian Schulz, der ebenfalls als Synchronsprecher tätig ist, verheiratet und hat drei Kinder mit ihm.

## Filmografie
- 1994: Polizeiruf 110: Kiwi und Ratte
- 1994: Wolffs Revier (TV-Serie, eine Folge)
- 1996: Hallo, Onkel Doc! (TV-Serie, eine Folge)
- 2005: Sabine! (TV-Serie, eine Folge)

## Synchronrollen (Auswahl)
Für Molly C. Quinn:
- 2004–2019: Winx Club … als Bloom
- 2009–2016: Castle … als Alexis Castle
- 2011: Winx Club: Wie alles Begann … als Bloom
- 2011: Winx Club: Die Rache der Trix … als Bloom
- 2011: Winx Club: Kampf um Magix … als Bloom
- 2012: Winx Club: Der Schattenphönix … als Bloom

Für Grey DeLisle:
- 2012–2014: Mission Scooby-Doo … als Daphne Blake
- 2012: Scooby-Doo! Das Grusel-Sommercamp … als Daphne Blake
- 2012: Scooby-Doo! Das Geheimnis der Zauber-Akademie … als Daphne Blake
- 2010–2014: Batman: The Brave and the Bold … als Daphne Blake
- 2008–2009: Scooby-Doo auf heißer Spur … als Daphne Blake
- 2008: Scooby-Doo und der Koboldkönig … als Daphne Blake

Für Ariana Grande:
- 2014: Der große Schwindel … als Amanda Benson
- 2013–2014: Sam & Cat … als Cat Valentine
- 2011: iCarly: Party mit Victorious … als Cat Valentine
- 2010–2013: Victorious … als Cat Valentine

Für Erin Fitzgerald:
- 2016: Monster High - Das große Schreckensriff … als Spectra Vondergeist
- 2015: Monster High: Verspukt - Das Geheimnis der Geisterketten … als Spectra Vondergeist
- 2014: Monster High - Flucht von der Schädelküste … als Spectra Vondergeist
- 2013: Monster High - 13 Wünsche … als Spectra Vondergeist
- 2012: Monster High - Mega Monsterparty! … als Spectra Vondergeist
- Seit 2010: Monster High … als Spectra Vondergeist

Für Naoko Matsui:
- Seit 2018: Detektiv Conan (Fernsehserie) … als Sonoko Suzuki
- Seit 2008: Detektiv Conan (Filmreihe) … als Sonoko Suzuki
- 2017–2018: Magic Kaito 1412 … als Sonoko Suzuki

### Animationsserien
- 2021–2022: Inside Job …  als Gigi Thompson
- 2017: KanColle - Kantai Collection … als Yamato
- 2016–2017: Die Welt der Winx … als Bloom
- seit 2016: Miraculous – Geschichten von Ladybug und Cat Noir … als Sabrina Raincomprix
- 2012–2014: Yu-Gi-Oh! ZEXAL … als Cathy Katherine (1. Stimme)
- 2011–2019: My Little Pony: Freundschaft ist Magie … als Silver Spoon (2. Stimme), Prinzessin Luna (1. Stimme) und Diamond Tiara (1. Stimme)
- 2010–2014: Batman: The Brave and the Bold … als Katana
- 2010: Iron Man - Die Zukunft beginnt … als Whitney Stane
- 2009–2010: Code Geass: Lelouch of the Rebellion … als Euphemia li Britannia
- 2009–2010: Yu-Gi-Oh! 5D's … als Mina Simington
- 2009: Gunslinger Girl: Il Teatrino … als Priscilla
- 2009: Gurren Lagann … als Maosha
- 2008–2014: Star Wars: The Clone Wars … als Kadett Lagos
- 2008–2012: Pumpkin Scissors … als Marielle
- 2008–2009: Romeo x Juliet … als Hermione
- 2008–2009: The Spectacular Spider-Man … als Gwen Stacy
- 2008–2009: Claymore: Schwert der Rache … als Sophia
- 2008–2009: Rocket & Ich … als Crystal
- 2008: Venus vs. Virus … als Kyoko
- 2008: Devil May Cry … als Patty Lowell
- 2007–2008: xxxHOLiC … als Himawari Kunogi
- 2007–2008: Eureka Seven … als Gidget (2. Stimme)
- 2007: Princess Princess … als Sayaka Kōno
- 2006: Trollz … als Amethyst Van der Troll
- 2006: Magister Negi Magi … als Konoka Konoe
- 2006: Dragon Ball GT … als Bra
- 2005–2007: W.i.t.c.h. … als Miranda (Mensch)
- 2005–2006: Kujibiki Unbalance … als Kaoruko Yamada
- 2005–2006: Planetes … als Ai Tanabe
- 2005: Pretty Cure … als Natsuko (1. Stimme)
- 2005: Ninja Scroll - Die Serie … als Kugutsu
- 2005: Vampire Princess Miyu … als Ranka
- 2003–2006: Yu-Gi-Oh! … als Rebecca Hawkins
- 2002: Digimon Tamers … als Alice McCoy
- 2001–2005: Jackie Chan Adventures … als Jade Chan
- 2001–2002: Dragon Ball Z … als Chiko
- 2001: Digimon 02 … als Catherine Deneuve und Nadine

### Fernsehserien
- 2024: Navy CIS für Carson Fagerbakke als Tanya Ellsworth
- 2023: Navy CIS: Hawaiʻi für Alicia Shumway als Emma Rose
- 2022: Navy CIS: Hawaiʻi für Alisa Allapach als Melanie Dawes
- 2021: Fate: The Winx Saga für Abigail Cowen als Bloom
- 2020: Navy CIS: L.A. für Miki Ishikawa als Jean Chu
- 2020, 2023: Navy CIS für Camryn Grimes als Laney Alimonte und für Lexi Ainsworth als Holly Lyngos
- 2018: Slasher … als Keira
- 2017–2018: Disjointed … als Sabine
- 2017–2020: The Good Place … als Brittany, Kamilah Al-Jamil und Caseys Freundin
- 2017–2018: The Mick … als Sabrina Pemberton
- 2017: Incorporated … als Laura Larson
- 2016: American Horror Story – Roanoke … als Tracy Logan
- 2016: Gilmore Girls: Ein neues Jahr … als Lane Kim
- 2014–2018: The Originals … als Sofya Voronova
- 2013–2014: Girls … als Natalia
- 2012–2014: Being Human … als junge Celine (1x12)
- 2011–2012: Mein Babysitter ist ein Vampir … als Annie
- 2010–2017: Pretty Little Liars … als Hanna Marin
- 2007–2010: Heroes … als May, Olivia (4x7) und Kelly Houston (4x4)
- 2003–2011: Scrubs - Die Anfänger … als Stephanie (6x17) und Paige (8x12)
- 2003–2007: What’s Up, Dad? … als Charmaine
- 2002–2004: Lizzie McGuire … als Claire Miller
- 2001–2016: CSI - Den Tätern auf der Spur … als Jody Bradley (2x15), Nora Easton (3x12) und Dreama Little (7x21)
- 2001–2008: Angel - Jäger der Finsternis … als Stephanie Anderson
- 2001–2006: Malcolm mittendrin … als Julie Houlerman, Kristen (3x18) und Diane (7x16)
- 2000: Die Neue Addams Familie … als Wednesday Addams
- 1999–2007: Stargate Kommando SG-1 … als Cassandra und Nesa
- 1999–2007: Eine himmlische Familie … als Margot (9x19)
- 1999–2003: Eine lausige Hexe … als Mona Mondschein
- 1999–2003: Dharma & Greg … als Tiffany (3x07)
- 1998–2003: Buffy - Im Bann der Dämonen … als Amanda
- 1998–2001: Star Trek: Raumschiff Voyager … als Naomi Wildman
- 1997–2000: Gänsehaut - Die Stunde der Geister … als Gwendolyn (2x17)
- 1995–2009: Emergency Room - Die Notaufnahme … als Jung Koo Bek (3x04), Tina Hargrove (3x05), Fahrerin (3x8), Allison Beaumont (4x11), Ariel (5x08), Sara Pasbalas (9x06), Heather (14x6), Mrs. Vasquez (15x12)

### Filme
- 2023: Love Is in the Air … als Dana Randall
- 2017: A Silent Voice … als Shouko Nishimiya
- 2015: Winx Club - Das Geheimnis des Ozeans … als Bloom
- 2012: Der Chaos-Dad … als Brie
- 2012: Man lebt nur einmal … als Tanya Arora
- 2012: Gantz - Die ultimative Antwort … als Mako Yamamoto
- 2011: Transformers 3 … als Mearings Gehilfin
- 2011: Scream 4 … als Marnie Cooper
- 2011: Jane Eyre … als Diana Rivers
- 2023: Was will der Lama mit dem Gewehr? als Tshering Yangden für Pema Zangmo Sherpa